# Реслманія IV
Реслманія IV (англ. WrestleMania IV) - четверте щорічне PPV-шоу професійного реслінгу Реслманія, організоване Світовою Федерацією Реслінгу (WWF, тепер WWE). Воно відбулося 27 березня 1988 року в Трамп Плаза в Атлантік-Сіті, штат Нью-Джерсі, США. Оголошена відвідуваність заходу становила 19 199 осіб.
Головною подією став фінал одноденного турніру на вибуття 14 реслерів за вакантний титул чемпіона світу WWF у важкій вазі, в якому "Мачо" Ренді Севідж переміг "Людину на мільйон доларів" Теда Дібіасі. Це була перша Реслманія, на якій Халк Хоган, який вважався найбільшою зіркою WWF у 1980-х роках, не брав участі в головному бою (хоча він був присутній біля рингу, в куті Севіджа).
В андеркарті відбулася королівська битва з 20 чоловік, яку виграв "Погані Новини" Браун, а також матч Руйнації (Акс і Смеш) проти Ударної Сили (Тіто Сантана і Рік Мартел) за титули командних чемпіонів WWF. Ще глядачі побачили двобій Брутуса "Цирульника" Біфкейка проти Хонкі-тонк Мена за титул інтерконтинентального чемпіона WWF у важкій вазі.

## Виробництво

### Передісторія
Реслманія вважається флагманською PPV-подією Світової Федерації Реслінгу (WWF, тепер WWE), яка вперше відбулася у 1985 році. Вона проводиться щорічно з середини березня до середини квітня. Реслманія IV була запланована на 27 березня 1988 року в Історичному Конференц-холі Атлантік-Сіті в Атлантік-Сіті, штат Нью-Джерсі. Цей захід рекламувався як такий, що проводиться в готелі та казино Трамп Плаза, але проходив через дорогу в конференц-холі і спонсорувався Дональдом Трампом.
Значна частина промоції заходу була присвячена продовженню суперництва Андре Гіганта та Халка Хогана, які зіткнулися в головному бою попередньої Реслманії. Це відбувалося в рамках турніру з чотирнадцяти учасників на виліт за вакантний титул чемпіона світу WWF у важкій вазі. Подія транслювалася по замкнутому телебаченню в 175 000 будинків, а також по PPV.

### Сюжети

#### Андре проти Хогана

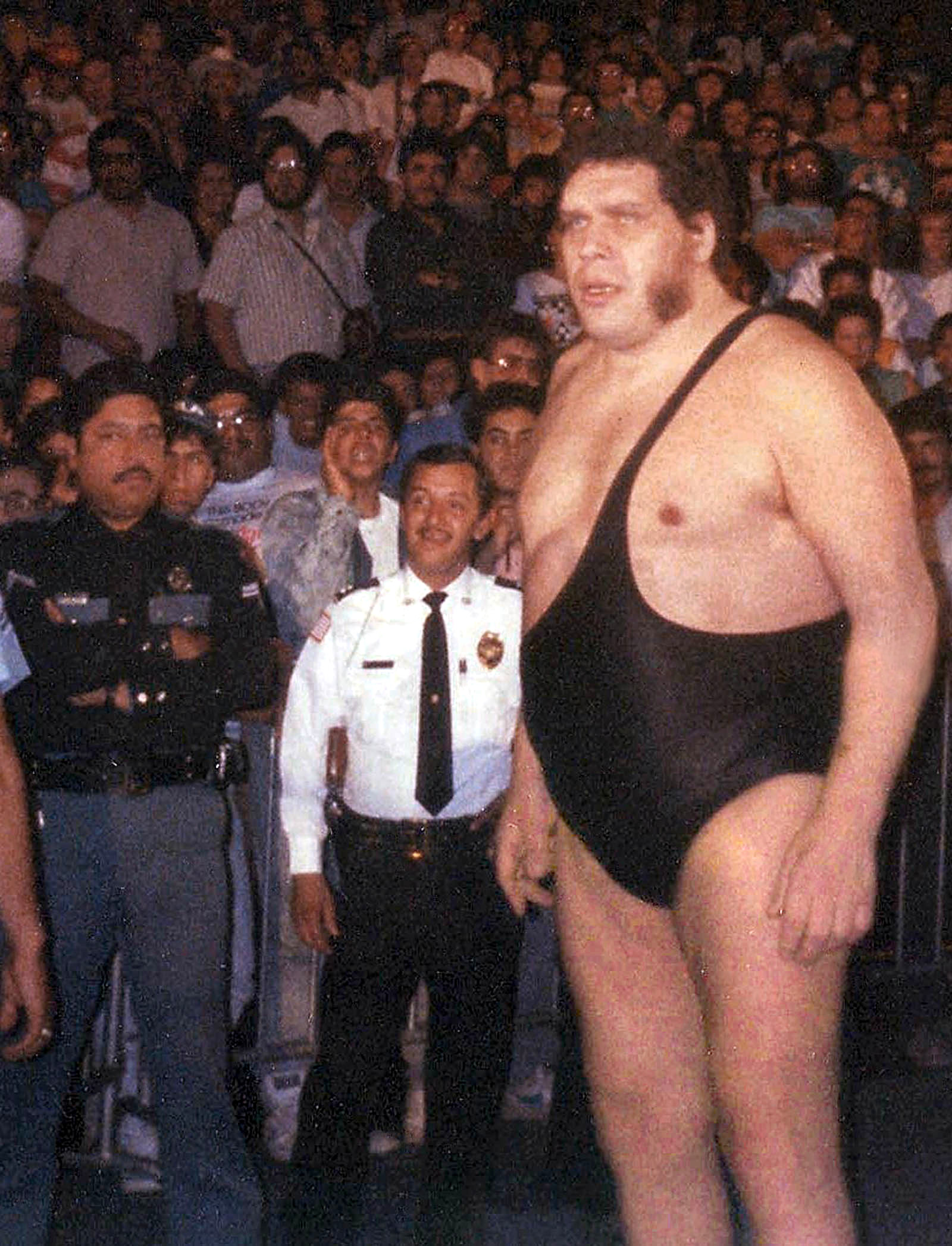
Андре Гігант (на фото) і Халк Хоган зустрілися у чвертьфіналі чемпіонського турніру, будучи хедлайнерами шоу роком раніше.

Найбільш розрекламованою ворожнечею напередодні шоу було протистояння між Халком Хоганом та Андре Гігантом, як і роком раніше, коли вони зустрілися на Реслманії III. У січні 1987 року Хогану вручили трофей за третій рік його чемпіонства світу WWF у важкій вазі, тоді як екранному другові Хогана Андре вручили менший трофей, ніж Хогану, за те, що він був непереможним у WWF протягом попередніх п'ятнадцяти років. Хоган привітав Андре з отриманням нагороди, але Андре покинув арену до того, як Хоган закінчив свою промову. У лютому, в одному з епізодів "Piper's Pit", Андре оголосив свого нового менеджера, Боббі Хінана, давнього опонента Хогана на екрані. Хоган попросив Андре полишити Хінана, на що Андре відповів відмовою. Після цього Андре викликав Хогана на матч за титул чемпіона світу WWF у важкій вазі на Реслманії III, а потім зірвав з Хогана футболку Халкаманії та золотий хрестик, перетворившись з екранного героя на лиходія (хіла). На Реслманії III Хоган переміг Андре і зберіг за собою титул.
На першому в історії шоу Survivor Series у листопаді 1987 року Андре разом з Сам Собі Бандою, Кінг Конгом Банді, Бутчем Рідом і Ріком Рудом переміг Хогана, Пола Орндорфа, Дона Мурако, Кена Патеру і Бам Бам Бігелоу в традиційному матчі Survivor Series на вибуття. Невдовзі після Survivor Series, під час захисту Хоганом чемпіонського титулу WWF у важкій вазі у поєдинку з Банді, Андре підступно атакував його, провівши задушливий прийом. Хіл Тед Дібіасі, якого зображували як "Людину на мільйон доларів" (злого мільйонера) запропонував Хогану велику суму грошей за продаж титулу чемпіона світу WWF у важкій вазі, на що Хоган відповів відмовою. На першому Royal Rumble у січні 1988 року Хоган і Андре підписали офіційний контракт на матч-реванш за титул чемпіона світу WWF у важкій вазі. Їхній матч-реванш відбувся у лютому на The Main Event I, де Андре брудно переміг Хогана. Андре здобув перемогу, коли рішення приймав рефері не Дейв Хебнер, а його брат-близнюк Ерл Хебнер.
Незабаром після отримання титулу Андре сюжетно продав його Дібіасі. Хоча чемпіонство Андре визнано WWF, Дібіасі був позбавлений титулу. За сюжетом, президент WWF Джек Танні зробив титул вакантним через те, що він не був завойований у санкціонованому матчі і наказав розіграти його в турнірі з 14 осіб на вибування на Реслманії IV. Як попередні чемпіони, Андре та Хоган отримали пропуск до чвертьфіналу турніру, але відразу зіткнулися один з одним у матчі.
Хоган уклав небажаний союз з колишнім ворогом і головним претендентом на титул чемпіона світу WWF у важкій вазі Ренді "Мачо" Севіджем (пізніше союз став відомим як Мегасила (англ. The Mega Powers). Протягом більшої частини перших двох років у WWF, Севідж зображувався егоїстичним лиходієм, але наприкінці літа 1987 року почав повільно ставати фейсом. Їхня екранна дружба зародилася, коли Хоган (на вмовляння валета Севіджа, міс Елізабет) втрутився у напад Хонкі-тонк Мена й Заснування Хартів на Ренді у куті рингу. Хоча Хоган і Севідж виступали разом на нетелевізійних домашніх шоу, на національному телебаченні про них більше нічого не говорили, аж поки незадовго до Реслманії IV, Хоган не врятував Севіджа в аналогічній ситуації від Андре, Дібіасі і Вірджила.

#### Андеркард
Брутус Біфкейк боровся за титул Інтерконтинентального Чемпіона WWF, яким володів Хонкі-тонк Мен. Біфкейк мав образ перукаря, що регулярно зістригав волосся реслерів після матчів і мав попередній "досвід" з Хонкі-тонк Меном. Він пообіцяв: "підстригти твій качиний хвіст". Тим часом Хонкі був зображений як боягузливий чемпіон, який часто покладався на зовнішнє втручання менеджера Джиммі Харта чи екранної подруги Пеггі Сью для перемоги в матчах або навмисно отримував відрахування чи дискваліфікацію, щоб зберегти свій чемпіонський титул.
Дебютувавши роком раніше, у своїй першій великій ворожнечі Останній Воїн почав змагатися з Геркулесом за репутацію сильнішого гладіатора у WWF. Під час матчу на телебаченні WWF Геркулес атакував Воїна в куті рингу своїм сталевим ланцюгом після поєдинку. Британські Бульдоги та Острів'яни ворогували з пізньої осені 1987 року. Острів'яни забрали талісман Бульдогів, бульдога Матильду, з рингсайду. Боббі Хінан, менеджер Острів'ян, прокоментував законність присутності тварин біля рингу замість офіційних менеджерів. Зокрема, він зробив зауваження щодо папуги Коко Б. Вейра, яка супроводжувала його до рингу. Це призвело до командного матчу тріо, в якому менеджер Хінан виставив Острів'ян проти Бульдогів і Вейра.

## Шоу

### Матч-відкриття, Королівська битва 20 чоловік
| Роль:                   | Ім'я:                         |
| ----------------------- | ----------------------------- |
| Коментатор              | Горила Монсун                 |
| Коментатор              | Джессі Вентура                |
| Коментатор              | Боб Уекер (королівська битва) |
| Інтерв'юер              | Джин Окерлунд                 |
| Інтерв'юер              | Крейг ДеДжордж                |
| Ринг-анонсер            | Говард Фінкель                |
| Запрошений хронометрист | Ванна Вайт (Головна Подія)    |
| Підтримка               | Робін Ліч                     |
| Вокаліст                | Гледіс Найт                   |

Трансляція Реслманії IV розпочалася зі співу Гледіс Найт, яка виконала пісню "America the Beautiful". Першим матчем pay-per-view була королівська битва (викидання опонентів з рингу над верхнім канатом) з двадцятьма учасниками. Переможець матчу отримує трофей. Після чотирнадцяти вибитих учасників, у фінальній шістці залишились "Погані Новини" Браун, Брет Харт, Пол Рома, Харлі Рейс, Жак Роже та Звалищний Пес.
Рейс провів Back Body Drop на Роже, запустивши його над верхнім канатом, після чого Звалищний Пес вдарив Харлі кулаком і відправив через верхній канат на мати. Браун усунув Рому, а Звалищний Пес залишився битися з Хартом і Брауном. Дует об'єднався проти Пса, перш ніж Браун спробував провести йому Clothesline, але влучив у Харта. Звалищний Пес завдав обом чоловікам кілька ударів головою, перш ніж вони обидва вирішили співпрацювати і усунули Пса. Після того, Харт заявив, що вони з Брауном розділять трофей, однак Браун спіймав Гарта на свій Ghetto Blaster і перекинув Хітмана через верхній канат для перемоги. Брауну був відданий трофей, але Харт втрутився і вдарив переможця цим призом. Пізніше Харт і його партнер Джим Нейдхарт стали бейбіфейсами протягом наступних кількох місяців.

### Перший раунд турніру
Перед початком турніру за звання чемпіона світу WWF у важкій вазі, в якому брали участь 14 чоловік, Робін Ліч з телешоу "Lifestyles of the Rich and Famous" розповів про передісторію турніру і про те, як відбулася втрата чемпіонського титулу. Як колишні чемпіони, Андре Гігант і Халк Хоган отримали пропуск до наступного раунду. У першому раунді "Людина на мільйон доларів" Тед Дібіасі (з тілоохоронцем Вірджилом та Андре Гігантом) переміг "Ножовку" Джима Даґґана утриманням. "Скеля" Дон Мурако (з "Суперзіркою" Біллі Гремом) переміг Діно Браво (з Френчі Мартіном) по дискваліфікації після того, як Браво спробував закритись від атаки Мурако суддею (потягнувши того на себе). В результаті рефері отримав удар передпліччям від Дона Мурако й згодом зарахував перемогу останнього.
"Мачо" Ренді Севідж (з Міс Елізабет) переміг Бутча Ріда (зі Сліком), Грег "Молот" Валентайн (з "Ротом Півдня" Джиммі Хартом) переміг Рікі "Дракона" Стімбота, Сам Собі Банда (зі Сліком) переміг Бам Бам Бігелоу (з Олівером Хампердінком), а Рік Руд (з Боббі "Мозком" Хінаном) провів нічийний поєдинок з Джейком "Змієм" Робертсом, що був зупинений через обмеження у часі. Переможці своїх поєдинків вийшли до чвертьфіналу. Після того, як Руд і Робертс не встановили переможця, вони обидва вибули з турніру, тим самим давши Сам Собі Банді пропуск у півфінал.

### Останній Воїн проти Геркулеса
У своєму дебютному на PPV поєдинку, Останній Воїн зіткнувся з Геркулесом. Воїн затиснув опонента в куті рингу і бив Геркулеса чопами. Геркулес відбивався, провівши Воїну два clothesline, але той витримав їх, а третій від Геркулеса таки звалив Воїна з ніг. Після цього Воїн контратакував уже своїм clothesline. У куті рингу Воїн завдав Геркулесу десять ударів, але поки він дивився на рефері, Геркулес провів inverted atomic drop. Потім він спробував провести свій завершальний прийом, Full Nelson, але не зміг зафіксувати пальці за головою Воїна. Тоді Останній Воїн відштовхнувся ногами від верхнього захвату і обидва бійці впали на канвас в позициї взаємного утримання. Воїн підняв плече перед закінченням відліку судді й відповідно здобув перемогу.

### Чвертьфінали

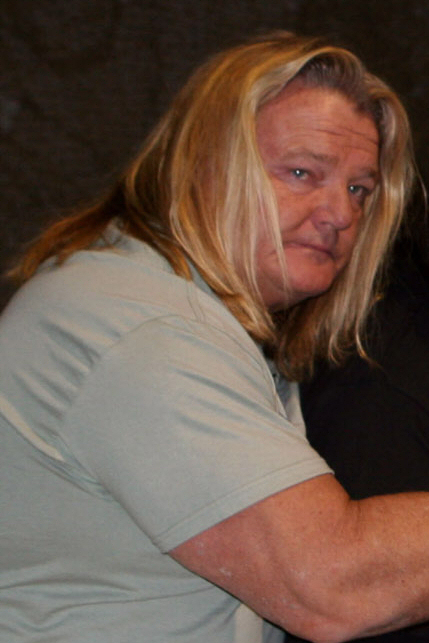
Грег Валентайн зустрівся з Ренді Севіджем у чвертьфіналі турніру за чемпіонство WWF

У першому з трьох чвертьфіналів Халк Хоган зустрівся з Андре Гігантом. Під час матчу Хоган вдарив Андре стільцем на очах у рефері Джої Марелли. Андре помстився, схопивши стілець і вдаривши ним Хогана. Після того, як обидва чоловіки вдарили один одного стільцем, Марелла дискваліфікував їх обох і, як наслідок, вони вибули з турніру.
У другому чвертьфіналі Тед Дібіасі (без Андре та Вірджила після того, як Халк Хоган кинув Вірджила суплексом) переміг Дона Мурако утриманням. Оскільки Андре та Хоган були дискваліфіковані, Дібіасі пройшов до фіналу. У третьому чвертьфіналі Ренді Севідж переміг Грега Валентайна також утриманням. Сам Собі Банда залишився без опонента у чвертьфіналі через те, що Рік Руд і Джейк Робертс звели в нічию матч в першому раунді. Тож у півфіналі він зустрівся з Севіджем.

### Інтерконтинентальне чемпіонство й матч тріо
Брутус "Цирульник" Біфкейк бився з Інтерконтинентальним чемпіоном WWF Хонкі-тонк Меном за його титул. На початку поєдинку Біфкейк провів atomic drop на початку поєдинку. Потім Біфкейк вдарив Хонкі високим ударом коліном, після чого промазав лікоть на Хонкі, який взяв контроль над матчем за допомогою удара кулаком у стрибку з другого канату. Хонкі спробував провести на Біфкейку свій прийом "Shake, Rattle & Roll" (swinging neckbreaker), але замість цього Біфкейк вдарив його коліном в обличчя. Брутус зафіксував на Хонкі присипляючий захват (sleeper hold). Поки Біфкейк тримав контроль над поєдинком, менеджер Хонкі Джиммі Харт вдарив рефері своїм мегафоном. Гонг не пролунав, але було оголошено, що Біфкейк переміг по дискваліфікації, що означало, що Хонкі все ще залишається чемпіоном. Після матчу, поки Хонкі-тонк, очевидно, був в нокауті на рингу, Біфкейк відрізав волосся Харта своїми перукарськими ножицями.
Острів'яни (Хаку й Тама) і менеджер Боббі Хінан зійшлися з Британськими Бульдогами (Дейві Бой Сміт й Динаміт Кід) і Коко Б. Вейром у матчі команд-тріо. Динаміт і Тама почали матч з того, що Динаміт катапультував Таму через верхній канат. Сміт отримав тег, але промазав удар ліктем по Тамі, що дозволило останньому віддати тег Хаку. Сміт прилетів на Хаку з flying crossbody і той ледь не був утриманий. Хаку заломив руку Смітв і передав тег Тамі. Тама схопив руку Сміта і вирвався з неї за допомогою military press slam. Тама помінявся з Хаку, а той спробував провести Дейві backbreaker, але Сміт викрутився і відправив у бій Коко. Той завдав Хаку missile dropkick і провів frankensteiner. Динаміт Кід вийшов у ринг і провів Хаку clothesline, після чого отримав від Хаку big boot. Як хитрий і боягузливий менеджер, Хінан збив і затоптав Динаміта, а потім швидко віддав тег Тамі. Тама провів Back Body Drop на Динаміті, але не влучив своїм big splash, що дозволило Динаміту помінятись з Коко, в той час як Тама повернув на ринг Хаку. Обидва Острів'янина стали впритул до Коко, що змусило Бульдогів також вийти на ринг. Всі шестеро чоловіків побилися на рингу, перш ніж їх розняв рефері, який наказав Бульдогам відійти у свій кут. Острів'яни скористалися цим відволікаючим маневром, щоб підняти Хінана і кинути його на Коко, що призвело до перемоги утриманням.

### Півфінали
Далі за місце у фіналі турніру Ренді Севідж зійшовся з Сам Собі Бандою. Тед Дібіасі зустрівся пізніше з переможцем цього матчу, бо вже отримав допуск до фіналу через подвійну дискваліфікацію Халка Хогана та Андре Гіганта. Севідж швидко атакував Сам Собі Банду, але той одразу перехопив контроль над матчем. Він спробував провести 747 splash, але Севідж ухилився, а потім CCБ вилетів з рингу, після чого Ренді полетів на нього з Diving double axe handle. Потім Севідж вийшов на scoop slam, який не вдався. Менеджер Сам Собі Банди Слік вискочив на апрон і передав підопічному тростину, якою той вдарив Ренді, але подальші спроби атакувати Севіджа були марні - Ренді перекатами ухилявся від ударів. Рефері спіймав ССБ на використанні тростини і дискваліфікував його, присудивши перемогу Севіджу.

### Матч за Командне чемпіонство
Перед фінальним раундом турніру, Ударна Сила (Тіто Сантана та Рік Мартел) захищали титул командних чемпіонів світу WWF у матчі проти Руйнації (Акс та Смеш), в куті яких стояв їхній менеджер, Містер Фудзі. Матч розпочався з того, що Ударна Сила вдарила Смеша подвійним ліктем, що майже призвело до утримання. Сантана замкнув Акса у armbar передж тим, як Мартел вийшов у ринг і зафіксував уже свій больовий, але Акс вдарив Ріка головою і відправив у бій Смеша. Сантана отримав тег, але втрапив у "ведмежі обійми" (больовий захват "bear hug") і Акс збив його з ніг провівши clothesline з апрона, а потім провів scoop slam і суплекс на Сантані. Тіто завдав летючого удару передпліччям (flying forearm smash) по Смешу, який заважав йому віддати тег і ввів у бій Мартела. Той кілька разів вдарив дропкіками як Акса, так і Смеша, а потім замкнув Boston Crab на останньому. Сантана витягнув містера Фудзі на апрон, дозволивши Аксу дістати тростину свого менеджера. Він вдарив нею Мартела, після чого Смеш утримав Мартела. В результаті Руйнація перемогла в матчі і здобула титул командних чемпіонів WWF.

### Головна подія - фінал турніру за чемпіонство WWF
Головною подією Реслманії IV став фінал турніру за вакантний титул чемпіона світу WWF у важкій вазі між "Мачо" Ренді Севіджем та "Людиною на мільйон доларів" Тедом Дібіасі. Дібіасі на ринг супроводжував Андре Гігант, а Севіджа - його постійний валет, міс Елізабет. Севідж уже провів три поєдинки, в той час як Дібіасі провів на один менше, уникнувши півфінальну стадію. Тед контролював більшу частину поєдинку, поки не отримав відсіч від Севіджа. Ренді спробував стрибнути ліктем з верхнього канату, але Дібіасі вчасно відійшов. Дібіасі зафіксував на Севіджу больоий захват "Мрія на мільйон доларів" (Million Dollar Dream). Щоб допомогти Ренді, Елізабет пішла за куліси, щоб привести Халка Хогана до рингу, аби той нейтралізував Андре, що знаходився поруч місцем бою.
Андре Гігант втрутився в бій допомагаючи Дібіасі і, поки рефері відволікся, Хоган напав на Теда зі сталевим стільцем. Звільнившись від захвату, Севідж піднявся на верхній канат для другої спроби стрибка ліктем і провів Diving Elbow. Після цього він здобув перемогу утриманням. Ренді виграв турнір і вакантний титул чемпіона світу WWF у важкій вазі. Після матчу Хоган, Елізабет і Севедж відсвяткували здобуття Севіджем титула.

## Матчі
| №                                       | Матч | Тип матчу                                                                          | Час   |
| --------------------------------------- | --- | ---------------------------------------------------------------------------------- | ----- |
| 1                                       | "Погані Новини" Браун переміг викинувши останнім Брета Харта.                                                                                | Королівська битва 20-ти чоловік                                                    | 9:44  |
| 2                                       | Тед Дібіасі (з Вірджилом та Андре Гігантом) переміг "Ножовку" Джима Даґґана утриманням опонента.                                             | Одиночний матч. Перший раунд турніру                                               | 5:02  |
| 3                                       | Дон Мурако (з "Суперзіркою" Біллі Гремом) переміг Діно Браво (з Френчі Мартіном) по дискваліфікації.                                         | Одиночний матч. Перший раунд турніру                                               | 4:53  |
| 4                                       | Грег Валентайн (з Джиммі Хартом) переміг Рікі Стімбота утриманням опонента.                                                                  | Одиночний матч. Перший раунд турніру                                               | 9:12  |
| 5                                       | Ренді Севідж (з Міс Елізабет) переміг Бутча Ріда (зі Сліком) утриманням опонента.                                                            | Одиночний матч. Перший раунд турніру                                               | 5:07  |
| 6                                       | Сам Собі Банда (зі Сліком) переміг Бам Бам Бігелоу (з Олівером Хампердінком) по відліку.                                                     | Одиночний матч. Перший раунд турніру                                               | 2:56  |
| 7                                       | Джейк Робертс і Рік Руд (з Боббі Хінаном) закінчили матч без переможця через обмеження у часі 15 хв.                                         | Одиночний матч. Перший раунд турніру Сам Собі Банда автоматично пройшов у півфінал | 15:00 |
| 8                                       | Останній Воїн переміг Геркулеса (з Боббі Хінаном) утриманням опонента.                                                                       | Одиночний матч                                                                     | 4:29  |
| 9                                       | Халк Хоган і Андре Гігант (з Вірджилом та Тедом Дібіасі) закінчили матч з подвійною дикваліфікацією.                                         | Одиночний матч. Чвертьфінал турніру Тед Дібіасі автоматично пройшов у фінал        | 5:52  |
| 10                                      | Тед Дібіасі переміг Дона Мурако (з "Суперзіркою" Біллі Гремом) утриманням опонента.                                                          | Одиночний матч. Чвертьфінал турніру                                                | 5:44  |
| 11                                      | Ренді Севідж (з Міс Елізабет) переміг Грега Валентайна (з Джиммі Хартом) утриманням опонента.                                                | Одиночний матч. Чвертьфінал турніру                                                | 6:06  |
| 12                                      | Брутус Біфкейк переміг Хонкі-тонк Мена (с) (з Джиммі Хартом й Пеггі Сью) по дискваліфікації.                                                 | Одиночний матч за титул Інтерконтинентального чемпіона WWF                         | 6:30  |
| 13                                      | Острів'яни (Хаку й Тама) та Боббі Хінан перемогли Британських Бульдогів (Дейві Бой Сміт й Динаміт Кід) та Коко Б. Вейра утриманням опонента. | Командний матч тріо                                                                | 7:30  |
| 14                                      | Ренді Севідж (з Міс Елізабет) переміг Сам Собі Банду (зі Сліком) по дискваліфікації.                                                         | Одиночний матч. Півфінал турніру                                                   | 4:05  |
| 15                                      | Руйнація (Акс й Смеш) (з Містером Фудзі) перемогли Ударну Силу (Тіто Сантана й Рік Мартел) (с) утриманням опонента.                          | Командний матч за титул Командних чемпіонів WWF                                    | 12:33 |
| 16                                      | Ренді Севідж (з Міс Елізабет) переміг Теда Дібіасі (з Андре Гігантом) утриманням опонента.                                                   | Одиночний матч. Фінал турніру за вакантне чемпіонство світу WWF у важкій вазі      | 9:27  |
| (c) — чемпіон на момент старту поєдинку | |                                                                                    |       |

### Турнірна сітка
|  | Раунд 14-ти | Раунд 14-ти    | Раунд 14-ти    |                |                | Чвертьфінал | Чвертьфінал | Чвертьфінал  |    |  | Півфінал | Півфінал | Півфінал    |      |  | Фінал | Фінал | Фінал |
|  |             |                |                |                |                |             |             |              |    |  |          |          |             |      |  |       |       |       |
|  |             |                |                |                |                |             |             |              |    |  |          |          |             |      |  |       |       |       |
|  |             |                | Халк Хоган     | 5:52           |                |             |             |              |    |  |          |          |             |      |  |       |       |       |
|  |             |                |                | 5:52           |                |             |             |              |    |  |          |          |             |      |  |       |       |       |
|  |             |                |                | Андре Гігант   | DDQ            |             |             |              |    |  |          |          |             |      |  |       |       |       |
|  |             |                |                | Андре Гігант   | DDQ            |             |             |              |    |  |          |          |             |      |  |       |       |       |
|  |             |                |                |                |                |             |             |              |    |  |          |          |             |      |  |       |       |       |
|  |             |                |                |                |                |             |             |              |    |  |          |          |             |      |  |       |       |       |
|  |             |                |                |                |                |             |             | -            |    |  |          |          |             |      |  |       |       |       |
|  |             |                |                |                |                |             |             |              |    |  |          |          |             |      |  |       |       |       |
|  |             |                | Тед Дібіасі    |                |                |             |             |              |    |  |          |          |             |      |  |       |       |       |
|  |             | Джим Даґґан    | 5:02           |                |                |             |             |              |    |  |          |          |             |      |  |       |       |       |
|  |             | Джим Даґґан    | 5:02           |                |                |             |             |              |    |  |          |          |             |      |  |       |       |       |
|  |             | Тед Дібіасі    | Утримання      |                |                |             |             |              |    |  |          |          |             |      |  |       |       |       |
|  |             | Тед Дібіасі    | Утримання      |                | Тед Дібіасі    | Утримання   |             |              |    |  |          |          |             |      |  |       |       |       |
|  |             |                |                |                | Тед Дібіасі    | Утримання   |             |              |    |  |          |          |             |      |  |       |       |       |
|  |             |                |                | Дон Мурако     | 5:35           |             |             |              |    |  |          |          |             |      |  |       |       |       |
|  |             | Дон Мурако     | DQ             | Дон Мурако     | 5:35           |             |             |              |    |  |          |          |             |      |  |       |       |       |
|  |             | Дон Мурако     | DQ             |                |                |             |             |              |    |  |          |          |             |      |  |       |       |       |
|  |             | ДІно Браво     | 4:53           |                |                |             |             |              |    |  |          |          |             |      |  |       |       |       |
|  |             |                |                |                |                |             |             |              |    |  |          |          | Тед Дібіасі | 9:27 |  |       |       |       |
|  |             |                |                |                |                |             |             |              |    |  |          |          |             |      |  |       |       |       |
|  |             |                | Ренді Севідж   | Утримання      |                |             |             |              |    |  |          |          |             |      |  |       |       |       |
|  |             | Рікі Стімбот   | Ренді Севідж   | Утримання      | 9:12           |             |             |              |    |  |          |          |             |      |  |       |       |       |
|  |             | Рікі Стімбот   |                |                | 9:12           |             |             |              |    |  |          |          |             |      |  |       |       |       |
|  |             | Грег Валентайн | Утримання      |                |                |             |             |              |    |  |          |          |             |      |  |       |       |       |
|  |             | Грег Валентайн | Утримання      |                | Грег Валентайн | 6:07        |             |              |    |  |          |          |             |      |  |       |       |       |
|  |             |                |                |                | Грег Валентайн | 6:07        |             |              |    |  |          |          |             |      |  |       |       |       |
|  |             |                |                | Ренді Севідж   | Утримання      |             |             |              |    |  |          |          |             |      |  |       |       |       |
|  |             | Ренді Севідж   | Утримання      | Ренді Севідж   | Утримання      |             |             |              |    |  |          |          |             |      |  |       |       |       |
|  |             | Ренді Севідж   | Утримання      |                |                |             |             |              |    |  |          |          |             |      |  |       |       |       |
|  |             | Бутч Рід       | 4:09           |                |                |             |             |              |    |  |          |          |             |      |  |       |       |       |
|  |             |                |                |                |                |             |             | Ренді Севідж | DQ |  |          |          |             |      |  |       |       |       |
|  |             |                |                |                |                |             |             |              | DQ |  |          |          |             |      |  |       |       |       |
|  |             |                | Сам Собі Банда | 4:05           |                |             |             |              |    |  |          |          |             |      |  |       |       |       |
|  |             | Бам Бігелоу    | Сам Собі Банда | 4:05           | 2:56           |             |             |              |    |  |          |          |             |      |  |       |       |       |
|  |             | Бам Бігелоу    |                |                | 2:56           |             |             |              |    |  |          |          |             |      |  |       |       |       |
|  |             | Сам Собі Банда | CO             |                |                |             |             |              |    |  |          |          |             |      |  |       |       |       |
|  |             | Сам Собі Банда | CO             | Сам Собі Банда |                |             |             |              |    |  |          |          |             |      |  |       |       |       |
|  |             |                |                |                |                |             |             |              |    |  |          |          |             |      |  |       |       |       |
|  |             |                |                | -              |                |             |             |              |    |  |          |          |             |      |  |       |       |       |
|  |             | Джейк Робертс  | 15:00          |                |                |             |             |              |    |  |          |          |             |      |  |       |       |       |
|  |             | Джейк Робертс  | 15:00          |                |                |             |             |              |    |  |          |          |             |      |  |       |       |       |
|  |             | Рік Руд        | Draw           |                |                |             |             |              |    |  |          |          |             |      |  |       |       |       |

CO-Відрахування; Draw-Закінчився виділений час, нічия; DQ-Дискваліфікація; DDQ-Подвійна дискваліфікація